# Martin Švagerko
Martin Švagerko, slovaški smučarski skakalec, * 2. oktober 1967, Banská Bystrica, Slovaška.
V svetovnem pokalu je tekmoval od leta 1984 do 1994. 1984 je postal mladinski svetovni prvak. V svetovnem pokalu je dosegel 1 zmago. Na svetovnem prvenstvu leta 1989 v Lahtiju je osvojil bronasto, leta 1993 v Falunu pa srebrno medaljo, obakrat z ekipo.
Na olimpijskih igrah je bil najboljši 25. v Lillehammerju leta 1994. Na svetovnem prvenstvu v poletih na letalnici v Vikersundu je osvojil 28. mesto.

## Dosežki

### Zmage
Martin Švagerko ima v svetovnem pokalu eno zmago:
| Sezona  | Država/Prizorišče |
| ------- | ----------------- |
| 1986/87 | Chamonix          |